# Moi, Flapjack et les Martiens
Ne doit pas être confondu avec Les Merveilleuses Mésaventures de Flapjack.
Moi, Flapjack et les Martiens (Me and Flapjack and the Martians) est une nouvelle humoristique de science-fiction coécrite par Fredric Brown et Mack Reynolds.

## Publications
Entre 1952 et 2014, la nouvelle a été éditée à une vingtaine de reprises dans des recueils de nouvelles de Fredric Brown ou des anthologies de science-fiction.

### Publications aux États-Unis
La nouvelle a été publiée en décembre 1952 dans Astounding Science Fiction sous le titre Me and Flapjack and the Martians.
Elle a ensuite été régulièrement rééditée dans de nombreux recueils et diverses anthologies de Fredric Brown et Mack Reynolds, notamment dans Fantômes et Farfafouilles (1961).

### Publications en France
La nouvelle a été publiée en France dans l'anthologie Fantômes et Farfafouilles de 1963 à 2001, dans le cadre de douze éditions et rééditions.

### Publications en Allemagne, en Italie et aux Pays-Bas
La nouvelle a été publiée :
- en Allemagne sous le titre Schlappohr und die Marsianer (1963, puis 1965)[3] ;
- aux Pays-Bas sous le titre Flapjack en Ik en de Marsmannen (1968, puis 1976)[4] ;
- en Italie sous le titre Io, Frittella e i Marziani (1983)[5].

## Résumé
Le narrateur est un cow-boy qui traverse une étendue aride, dans le centre des États-Unis. Il est accompagné par son âne, Flapjack. 
Un beau matin, surprise, un petit vaisseau spatial atterrit près d'eux. De ce vaisseau, pas plus gros qu'un ballon de football, sortent des extraterrestres aussi gros que des ongles. Ils branchent un appareil. Le narrateur entend une voix dans sa tête : les extraterrestres diffusent un message directement dans son esprit. Or le narrateur ne tarde pas à réaliser, à sa grande stupéfaction, que les extraterrestres s'adressent non pas à lui, mais à l'âne, qu'ils considèrent comme étant l'espèce dominante la plus intelligente sur Terre ! Il a beau essayer de se faire entendre, les extraterrestres le paralysent avec un rayon laser et discutent avec l'âne. Impuissant, le narrateur entend les braiements de Flapjack et les réponses des extraterrestres.
Ces derniers expliquent à l'âne qu'ils vont envahir la Terre et qu'ils vont anéantir toute trace de vie sur la planète, afin de pouvoir s'y installer commodément.
Flapjack braie à plusieurs reprises, et le narrateur comprend qu'il donne une solution alternative aux extraterrestres. Après plusieurs minutes de dialogue, les extraterrestres remercient l'âne de son excellente idée : ils vont quitter la Terre, la planète est sauvée.
Vous voudriez savoir ce que Flapjack leur a dit ? Eh bien, demandez-le lui, à Flapjack, dès qu'il aura fini de boire sa bière et mangé sa crêpe !

## Signification du nomFlapjack
Un flapjack (en) est, aux États-Unis, une crêpe épaisse, ce qui renforce l'aspect comique de la fin de l'histoire, lorsque l'âne Flapjack (« l’âne Crêpe ») mange une crêpe.